# Aposopsyllus littoralis
Aposopsyllus littoralis är en kräftdjursart. Aposopsyllus littoralis ingår i släktet Aposopsyllus och familjen Paramesochridae. Inga underarter finns listade i Catalogue of Life.